# Hawajka sierpodzioba
Hawajka sierpodzioba (Akialoa ellisiana) – gatunek średniej wielkości ptaka z rodziny łuszczakowatych (Fringillidae). Występował endemicznie na hawajskiej wyspie Oʻahu. Znany z dwóch okazów pozyskanych w 1837 i niepewnych obserwacji; wymarły.

## Taksonomia
Po raz pierwszy gatunek opisał George Robert Gray w 1860. Nadał mu nazwę Drepanis (Hemignathus) Ellisiana. Opis zawierał jedynie spis nazw, pod którymi ptak ten był wcześniej wzmiankowany w literaturze (błędnie sądzono bowiem, że to hawajka cienkodzioba Akialoa obscura), informację o miejscu odłowienia holotypu (Oʻahu) oraz nazwie lokalnej (Jibi). Obecnie (2021) Międzynarodowy Komitet Ornitologiczny (IOC) umieszcza hawajkę sierpodziobą w rodzaju Akialoa pod nazwą A. ellisiana. Gatunek znany jest z dwóch okazów muzealnych, pozyskanych w 1837. W 1907 Walter Rothschild pisał jednak tylko o jednym okazie – holotypie, pozyskanym przez Deppego, przechowywanym w zbiorach w Berlinie (Muzeum Historii Naturalnej w Berlinie); jest to prawdopodobnie młodociany samiec. Jest to jedyny z kilku okazów pozyskanych przez Deppego; drugi z istniejących pozyskał J.K. Townsend w Nuʻuanu Valley. Przechowywany jest w Academy of Natural Sciences of Drexel University, możliwe że jest to dorosły samiec.

## Morfologia
Długość ciała wynosiła około 19 cm. U holotypu długość skrzydła wynosi 83,5 mm, długość ogona 53 mm, długość górnej krawędzi dzioba 56 mm (w linii prostej od nasady do końcówki dzioba mierzy on 47,5 mm). Hawajki sierpodziobe były bardzo duże, jak na hawajki; ich upierzenie było, według Pratta żółto-zielone. Ptaki te cechował mocno wygięty w dół długi dziób. Dalszy opis, autorstwa Harterta, dotyczy holotypu. Wierzch ciała był oliwkowozielony, bardziej zielony na kuprze i pokrywach nadogonowych, szarawy na głowie i z tyłu szyi. Widoczna żółta brew. Broda, gardło i środek brzucha brudnobiałe. Górna część piersi oliwkowozielona, podobnie jak i boki, które przyjmują jednak bardziej brązowy odcień. Skrzydła i ogon brązowe; obrzeża piór skrzydeł i sterówek żółtozielone.

## Zasięg
Gatunek znany wyłącznie z Oʻahu.

## Status
IUCN uznaje gatunek za wymarły (EX, Extinct). Znany jest z dwóch okazów i późniejszych niepewnych obserwacji (według BirdLife International ostatnia miała miejsce w 1940). Scott Wilson i Henry Palmer podczas kolekcjonowania okazów na Hawajach nie odnotowali hawajek sierpodziobych (pierwszy na Hawajach przebywał w latach 1887–1888 i 1896, drugi został tam wysłany w 1891). R.C.L. Perkins w 1903 obserwował parę, a jednego ptaka odstrzelił, jednak nie znalazł truchła. Jedno doniesienie z 1939 pochodzi od J. d’A. Northwooda; według dzisiejszych standardów obserwacja była dość dobrze udokumentowana i wiarygodna. Prawdopodobnie gatunek wymarł wskutek niszczenia środowiska i chorób zakaźnych.